# Minden-Deutz

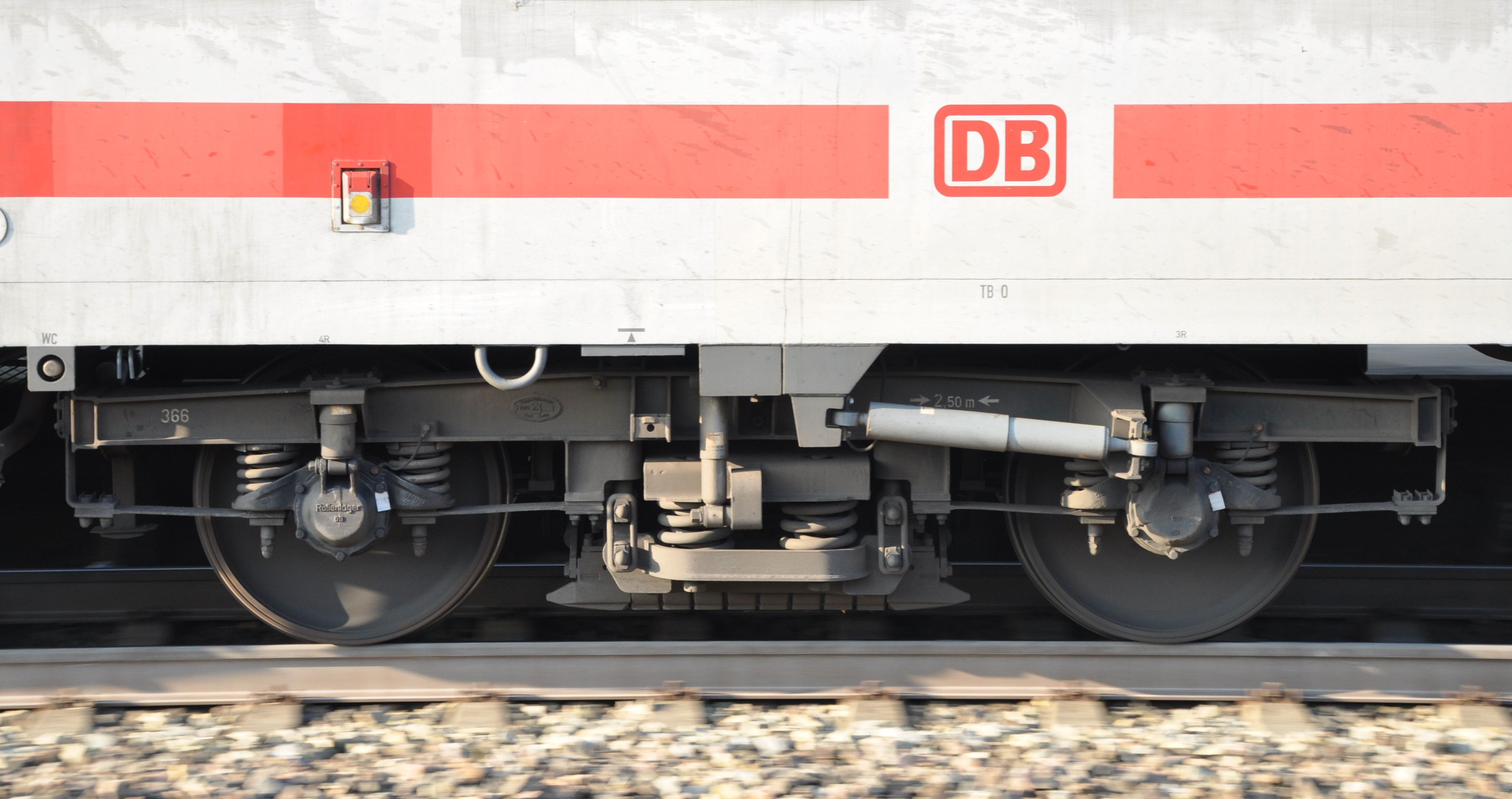
En MD-boggi, denna är försedd med magnetskenbroms. Just denna typ finns på en del vagnar i Sverige.

Minden-Deutz, ofta kallade MD-boggier eller MD, är en tysk, (då Västtyskland) serie boggier för personvagnar. Dess ursprung härstammar egentligen från ett dieselmotorvagnståg för hastigheter uppemot 160 km/h som lanserades 1933. Under utvecklingen av dessa motorvagnståg, då provkörningar över 200 km/h genomfördes, erhöll den dåvarande tyska järnvägsförvaltningen (DR) mycket kunskaper som även användes för att utveckla en ny serie boggier med namnet "Einheitsbauart Reichsbahn" (ung "Standardmodell Riksjärnvägen"). Boggin hade ett axelavstånd på 300 cm och en hjuldiameter (nytt) på 95 cm.
Efter det andra världskrigets slut 1945 inleddes ett utvecklingssamarbete mellan den tyska järnvägsförvaltningens (fortfarande kallad DR) regionala enhet i Göttingen (senare i Minden) och företaget Westwaggon i Köln-Deutz. Den nya boggin fick just namnet Minden-Deutz (MD) och under senare delen av 1970-talet hade över 6 000 västtyska järnvägsvagnar utrustats med MD-boggier (de östtyska utrustades med en snarlik konstruktion, med benämningen Görlitz). Utöver dessa tillkom en stor mängd "lättbyggnadsboggier" av typen MD för lokal- och regionaltågsvagnar.
MD-boggierna (modell MD-50) kännetecknades av följande:
- maximal axellast 16 ton
- styv förankring i längsled av axelbox genom bladlänk (⇒ stabil gång)
- primär- och sekundärfjädring av konventionell spiralfjädertyp
- axelavstånd 250 cm
- hjuldiameter 95 cm (för övrigt samma som Einheitsbauart Reichsbahn)

Sexton stycken prototyper av typen MD-50 beställdes 1949 och 1951 gavs klartecken för serieproduktion. Boggin godkändes för hastigheten 140 km/h.
Den då nya generationen boggier hade en rektangulär utformning av boggiramen (anpassning för blockbromsar). Boggitypen tillverkades i det dåvarande Västtyskland fram till mitten av 1970-talet, då nästa generation MD-boggier (MD-52) lanserades. MD-52 var anpassad för skivbromsar, vilket gjorde att behovet av upphängningsmöjligheter för blockbromsar längst ut i boggin försvann. Istället utfördes boggiramen som ett H.
Den mest vidareutvecklade versionen av den första generationen MD-boggier klarade teoretiskt 230 km/h och godkändes för hastigheten 200 km/h. Den andra generationen MD-52-boggier (specialversion MD-52-350 med axelavståndet 280 cm) provkördes i över 400 km/h och en specialversion för det tyska snabbtåget ICE godkändes för 300 km/h. Tyska personvagnar tillverkade under 80-talet utrustades till större delen med MD-52 boggier och godkändes för 200 km/h.
Axelavståndet var både för den första och andra generationen MD-boggier 250 cm, men hjuldiametern minskades något från 98 cm till 92 cm (MD-52). 92 cm är numera en mycket vanlig hjuldiameter i många europeiska personvagnar för höga hastigheter.
MD-boggierna av första generationen utrustades inte direkt med utrustning för 200 km/h. Vid konverteringen senare monterades kraftiga svängningsdämpare mellan boggi och vagnskorg, magnetskenbromsar hängande mellan hjulen samt ventilerade skivbromsar (2 st per axel). För 300 km/h har det visat sig att MD-52 behöver 3 bromsskivor per axel på grund av kylningsbehovet.
Under 1980-talet valdes MD-boggier för första generationen ICE-tåg (förberedda för 300 km/h).
Boggier av typen MD har tillverkats för personvagnar i främst det som före 1989 var Västeuropa (några snarlika modeller förekom även i delar av det dåvarande Östeuropa). Bland dåvarande västeuropeiska länder är det bland annat operatörerna SNCF i Frankrike, BR i Storbritannien och SBB (Schweiz) som inte brukade välja boggier av MD-typ för fjärrtågsvagnar. MD-boggier har även exporterats till vissa länder i Mellanöstern. Vissa MD-boggier har även licenstillverkats i en del länder, bland annat Sverige och Spanien. Under början av 1980-talet fanns inte mindre än 2 300 MD-boggier hos Statens Järnvägar (SJ) i Sverige. Vikten per boggie var 5,7 ton, axelavståndet 250 cm och hjuldiametern 98 cm. I Sverige tillåts den maximala rälsförhöjningsbristen 100 mm med MD-boggin men 150 mm med spårvänliga boggier.
Ett ständigt växande behov är tåg som kan köra snabbare i gamla kurvor utan att spårkrafterna blir för stora. MD-boggin har ej visat sig vara lämplig för högre kurvhastigheter, då den styva axelinspänningen sliter hårt på bana och fordon. Därför utvecklades konkurrerande konstruktioner av bland annat SIG) i Schweiz och Wegmann i Tyskland.
MD-boggin är en robust konstruktion, men utvecklingen har gjort den omodern. Den lär dock rulla ytterligare flera decennier. Nya fordonstyper levereras däremot inte med MD-boggier utan med betydligt modernare konstruktioner.